# Meharia fischeri
Meharia fischeri is een vlinder uit de familie van de Houtboorders (Cossidae). De wetenschappelijke naam van de soort is voor het eerst gepubliceerd in 2008 door Roman Viktorovitsj Jakovlev en Aidas Saldaitis.
De soort komt voor in Marokko.